# اوبرشتدورف
اوبرشتدورف (به آلمانی: Oberstdorf) یک شهر در آلمان است که در اوبرالگاو واقع شده‌است.

## خصوصیات
اوبرشتدورف ۹٬۵۸۰ نفر جمعیت دارد.

## خواهرخوانده
شهرهای مگوو، List، گرلیتز و Selfkant خواهرخوانده‌های اوبرشتدورف هستند.